# Anne Kingsbury Wollstonecraft

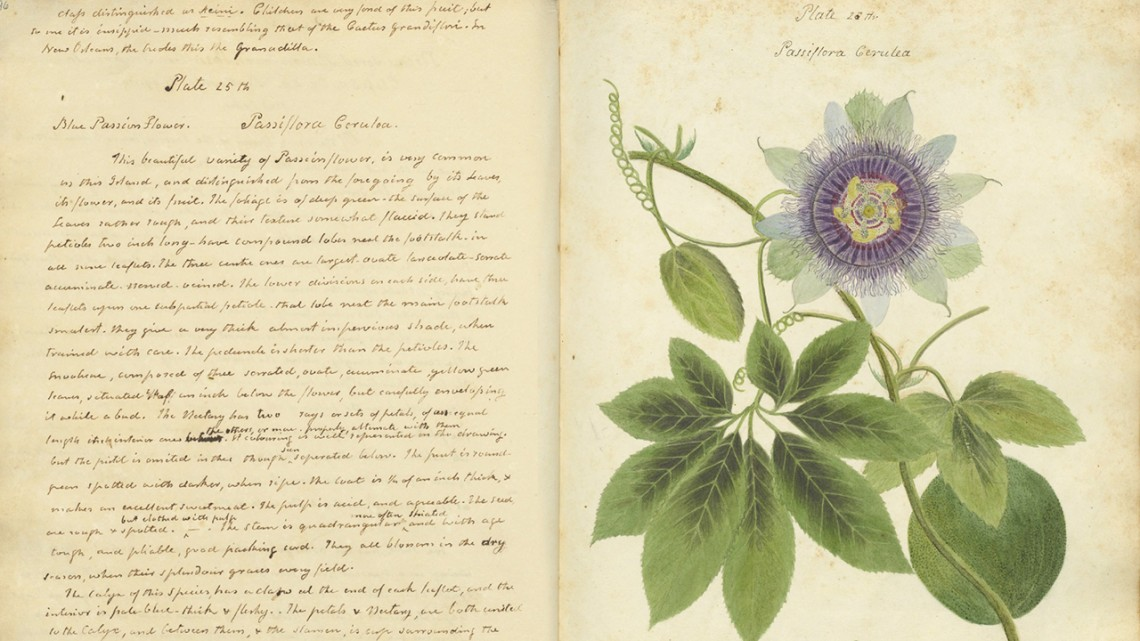
Botanische Illustration und Beschreibung von Nancy Anne Kingsbury Wollstonecraft von der kubanischen blauen Passionsblume, ca. 1826

 Nancy Anne Kingsbury Wollstonecraft  (* 29. Oktober 1781 in Rindge, New Hampshire; † 16. Mai 1828 in Matanzas, Kuba) war eine US-amerikanische Botanikerin, Schriftstellerin und Illustratorin.

## Leben und Werk
Wollstonecraft war die Tochter von Abigail Sawin (1748–1793) und Benjamin Kingsbury. Sie hatte mehrere Geschwister und ihre Mutter starb, als sie 12 Jahre alt war. Sie heiratete Charles Wollstonecraft, dessen Schwester Mary Wollstonecraft in Großbritannien als Philosophin, Autorin und Verfechterin der Rechte der Frauen bekannt wurde.
1817 zog sie nach dem Tod ihres Mannes wahrscheinlich aus gesundheitlichen Gründen nach Matanzas. Während ihres Aufenthalts studierte sie die Flora der Insel und erstellte Mitte der 1820er Jahre ein umfangreiches illustriertes Manuskript Specimens of the Plants and Fruits of the Island of Cuba. Obwohl sie das fast fertige Manuskript Monate vor ihrem Tod an einen Verleger schickte, wurde es nie veröffentlicht. Neben Zeichnungen und Beschreibungen von Pflanzen enthielt das Manuskript auch Aufzeichnungen über deren indigene Nutzung.
1825 besuchte Wollstonecraft Neuengland. Unter dem Pseudonym „D’Anville“ veröffentlichte sie Artikel über ihre botanischen Studien und über Frauenthemen. The Natural Rights of Women wurde im August 1825 im Boston Monthly Magazine veröffentlicht, in dem sie anscheinend viele Ansichten ihrer Schwägerin Mary Wollstonecraft widerspiegelte, insbesondere zur Frauenbildung.
Wollstonecraft starb nur wenige Monate, nachdem sie ihr Manuskript an Verlage in New York City geschickt hatte.

## Specimens of the Plants and Fruits of the Island of Cuba
Die kubanischen Exilanten José Antonio Saco und Félix Varela erwähnten in ihrer Wochenzeitschrift El Mansajero Semana eine Amerikanerin in Kuba, die Pflanzen aus Kuba zeichnete. 1912 zitierte der kubanische Bibliograph Carlos Manuel de Trelles ihr Werk, ohne es je gesehen zu haben. Mitglieder der New York Horticultural Society hatten das Manuskript seiner Meinung nach mit dem Werk der angesehenen Naturforscherin Maria Sibylla Merian verglichen.
Das dreibändige Manuskript von Wollstonecraft, Specimens of the Plants and Fruits of the Island of Cuba, wurde von Gelehrten als verlorenes Werk angesehen. Die Cornell University erhielt 1923 das Manuskript von dem Fakultätsmitglied Benjamin Freeman Kingsbury (1872–1946), einem Verwandten von Wollstonecraft. Die Cornell Libraries katalogisierten das Manuskript unter der falschen Schreibweise AK Wollstonecroft  und erst im März 2018 wurde die Bedeutung des Manuskriptes im Zuge der Digitalisierung erkannt und gewürdigt. Es wurde mit Genehmigung der Cornell University Library über die HathiTrust Digital Library zur Ansicht oder zum Online-Download zur Verfügung gestellt.

## Veröffentlichungen (Auswahl)
- Specimens of the Plants and Fruits of the Island of Cuba.[6]
- The Natural Rights of Women. Boston monthly magazine v.1:no.1–7, 1825.
- Letters from Cuba. Boston Monthly Magazine, Mai 1826.